# ديك باكلي
ديك باكلي (بالإنجليزية: Dick Buckley)‏ هو لاعب كرة قاعدة أمريكي، ولد في 21 سبتمبر 1858 في تروي في الولايات المتحدة، وتوفي في 12 ديسمبر 1929 في بيتسبرغ في الولايات المتحدة.

## وصلات خارجية
- ديك باكلي على موقعبيزبول رفرنس.كوم (الدوري الرئيسي) (الإنجليزية)
- ديك باكلي على موقعبيزبول رفرنس.كوم (الدوري الثانوي) (الإنجليزية)